# گل ماهور تماشایی
گل ماهور تماشایی (نام علمی: Verbascum speciosum) نام یک گونه از تیره گل‌میمونیان است.